# كيليان لي روي
كيليان لي روي هو لاعب كرة قدم فرنسي في مركز حراسة المرمى، ولد في 31 يناير 1998. لعب مع نادي شامبلي.